# 圣湖镇
圣湖镇是巴西戈亚斯州的一个市镇。总面积458.865平方公里，总人口965人，人口密度2.1人/平方公里。